# Лыньков (деревня)
Лыньков — деревня в составе Запольского сельсовета Белыничского района Могилёвской области Республики Беларусь.

## Географическое положение
Ближайшие населённые пункты: Подчерешень, Студенка, Иглица, Мотыга.